# Allison Mayfield
Allison Mayfield (Kansas City, 3 de octubre de 1989) es una jugadora profesional de voleibol estadounidense, juega en la posición de receptor.

## Palmarés

### Clubes
Campeonato de Finlandés:
- 2017

Campeonato de Perú:
- 2018[2]

Copa de Hungría:
- 2019

Campeonato de Hungría:
- 2019